# Txomin Ziluaga
 José Domingo Ciluaga Arrate, más conocido como Txomin Ziluaga (Erandio 1939 - Bilbao, 24 de octubre de 2012), fue un político español de ideología nacionalista vasca y comunista que participó en la fundación del partido Herri Alderdi Sozialista Iraultzailea (HASI), del que llegó a ser secretario general, y en la creación de la coalición Herri Batasuna (HB), de cuya Mesa Nacional formó parte durante años. Tras su retiro de la primera línea de la política, motivado por la decisión de la dirección de ETA de cambiar la línea política de HASI, Ziluaga fue también profesor de Ciencias Políticas en la UNED.

## Juventud
Ziluaga estudió Ciencias Económicas en Bilbao y Barcelona, y Ciencias Políticas en Madrid. Siendo joven, participó en manifestaciones contra la dictadura del general Franco y simpatizó con grupos de la denominada izquierda abertzale. Como resultado de sus actividades, en 1969 un consejo de guerra le condenó a quince años de prisión por los delitos de rebelión militar y desacato a la autoridad a consecuencia de haber formado parte de la oficina política de ETA. Durante la consiguiente estancia en la cárcel, contrajo matrimonio con Izaskun Larreategi, con quien compartía similares posicionamientos políticos.

## Creación de HASI

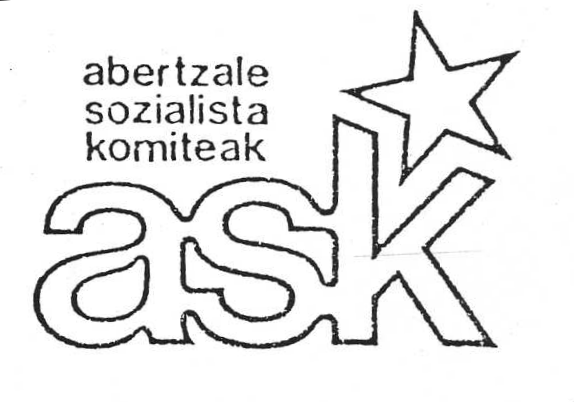
Emblema de los ASK, organización de la que formó parte Ziluaga tras salir de prisión.

Al salir de prisión en 1976 como consecuencia de la amnistía decretada a la muerte del general Franco trabajó dos años en la construcción y se unió a los Abertzale Sozialista Komiteak (ASK) —Comités Patriotas Socialistas, en idioma vasco— una organización de masas de la izquierda abertzale que trabajaba con movimientos vecinales y que pronto se vinculó a la Koordinadora Abertzale Sozialista (KAS).
El 3 de julio de 1977 participó en la fundación del partido comunista e independentista vasco Herri Alderdi Sozialista Iraultzailea (HASI), miembro desde su inicio de la KAS, en cuya primera ejecutiva fue responsable de relaciones exteriores. Allí desarrolló junto a su esposa una importante labor de establecimiento de relaciones con el Frente Sandinista de Liberación Nacional, quien pronto conquistaría el poder en Nicaragua. También se ocupó de incidir, a través de los militantes de HASI, en las líneas de actuación de los ASK y del sindicato Langile Abertzaleen Batzordeak (LAB).

## Creación de Herri Batasuna
En ejercicio de su cargo, Ziluaga participó en las conversaciones que HASI mantuvo con otros partidos de la izquierda nacionalista vasca a partir del 24 de octubre de 1977 en la llamada Mesa de Alsasua, impulsada por el veterano líder nacionalista Telesforo Monzón. Dicho trabajo culminaría en un gran triunfo de HASI: la creación el 27 de abril de 1978 de Herri Batasuna —traducible al español como Unidad Popular—, coalición que englobaba al mencionado partido junto con el también radical Langile Abertzale Iraultzaileen Alderdia (LAIA), y los más moderados Partido Socialista Vasco (ESB-PSV) y Acción Nacionalista Vasca (ANV).

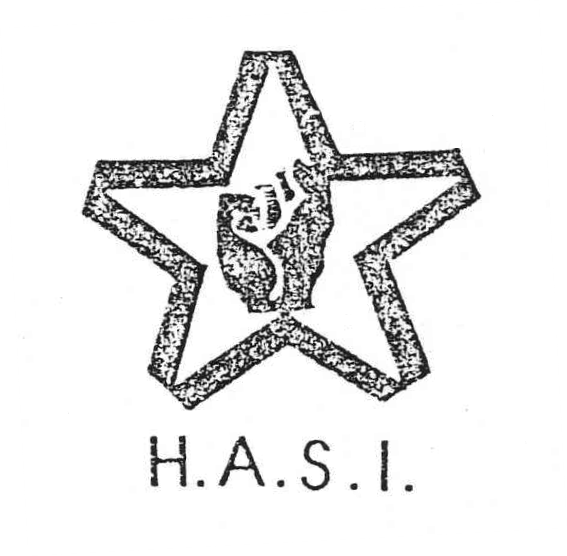
Logotipo de HASI. Ziluaga participó en la fundación del partido y llegó a ser su secretario general.

En mayo de 1978 se celebró el I Congreso de HASI. Durante el mismo, la dirección encabezada por el secretario general Alberto Figueroa, que era partidaria de estrechar relaciones con Euskal Iraultzarako Alderdia (EIA), el partido surgido del desdoblamiento de ETA político-militar, se vio desautorizada por las bases en lo que Figueroa y sus seguidores describirían luego como un golpe de mano de ETA militar. Ziluaga, junto con el delegado general del partido, Santiago Brouard, se alineó con la nueva mayoría y obtuvo el cargo de secretario general.
Desde su nuevo cargo, Ziluaga trasladaría con éxito a la coalición nacionalista las directrices de una KAS cada vez más controlada por ETA militar. También utilizaría a la militancia de HASI (partido todavía no legalizado) para controlar el sindicato nacionalista LAB, y los recursos de la organización terrorista para controlar el diario Egin. Como resultado de los aciertos organizativos, HB obtendría unos excelentes resultados en las elecciones legislativas, municipales y a Juntas Generales de 1979, desbancando a su gran rival, Euskadiko Ezkerra, del liderazgo de la izquierda abertzale.
El peso de HASI dentro de HB era cada vez mayor debido al apoyo que recibía de una ETA militar cada vez más fuerte. Con el apoyo de la mayoría de los militantes de HB no adscritos a ninguno de los cuatro partidos, formó un bloque afín a las consignas transmitidas por KAS. Cuando los otros partidos intentaron reaccionar contra esa situación, el congreso que la minúscula ANV celebró en julio de 1979 obligó a dimitir a su secretario general, Valentín Solagaistua, cambiando así definitivamente la correlación de fuerzas en la coalición a favor de HASI. La pugna se saldaría con el abandono de la coalición de los disconformes ESB-PSV y LAIA, sin que ello supusiera una gran pérdida de votos en las elecciones al Parlamento Vasco de 1980. La labor de Ziluaga como secretario general de HASI fue determinante para el éxito de la estrategia que supuso el control de HB por el bloque KAS.

## Política institucional
Ziluaga fue elegido miembro del Parlamento Vasco en las elecciones de 1984 en representación de Vizcaya, y obtuvo la reelección en las elecciones de 1986. También fue elegido diputado al Congreso por Vizcaya en las elecciones de 1986. Sin embargo, la constante actitud de Herri Batasuna de boicotear estas instituciones hizo que la actividad parlamentaria de Ziluaga fuera nula, desarrollando toda su importante actividad política al margen de las instituciones y dentro de un partido no reconocido legalmente. No obstante, la condición de parlamentario le resultó útil para beneficiarse de los privilegios de inmunidad y fuero especial. Su más conocida intervención institucional fue su participación en el incidente de la Casa de Juntas de Guernica el 4 de febrero de 1981, cuando un grupo de cargos electos de HB y de LAIA interrumpieron el discurso que iba a pronunciar el rey Juan Carlos cantando el Eusko gudariak (Guerreros vascos), una canción utilizada habitualmente por los nacionalistas vascos.

## La lucha por el liderazgo

Bandera de HB. La participación de Ziluaga en la Mesa de Alsasua fue determinante para la creación de la coalición; su actividad posterior fue clave para su control por KAS.

Eliminada la oposición interna y asegurado el sometimiento de HB a las directrices que emanaban de la KAS, el predominio de HASI en la otrora coalición fue total. Además, la unanimidad existente en el partido se evidenció en su II Congreso, celebrado en septiembre de 1983 en Rentería, que reeligió a Ziluaga como secretario general. El papel de Ziluaga como secretario general del partido que vertebraba a HB era fundamental, y la coordinación de HASI con KAS quedaba asegurada gracias a los excelentes contactos que el presidente, Santiago Brouard tenía con la dirección de ETA. El tándem entre ambos dirigentes funcionó con gran eficacia y, años más tarde, el propio Ziluaga declararía en una entrevista que Brouard fue para él como un segundo padre. Sin embargo, esta dirección dual desapareció cuando Brouard fue asesinado por sicarios de los Grupos Antiterroristas de Liberación (GAL) en noviembre de 1984. A partir de ese momento, al quedar vacante la presidencia, el papel del secretario adquirió todavía mayor peso.
Sin embargo, quizá por la ausencia de Brouard, la línea de actuación de HASI fue divergiendo de la establecida por ETA. Aunque la tensión entre ETA y HASI se mantuvo varios años, en 1987 hubo acaloradas discusiones acerca de si la organización armada debía actuar subordinada al partido —como sostenía la dirección de este con Ziluaga al frente— o si era el conjunto de KAS, controlado por ETA, quien debía establecer la línea de actuación. Pero lo que desató las iras de la dirección terrorista encabezada por Josu «Ternera» fue la crítica que Ziluaga hizo, aunque fuera a puerta cerrada, del terrible atentado de Hipercor; y, sobre todo, su consejo de que ETA «se tomara unas vacaciones». En este sentido, Ziluaga hizo un vaticinio que el tiempo revelaría correcto: de persistir ETA en esa línea de atentados, HB acabaría siendo ilegalizada. A instancias de la dirección de ETA, el III Congreso de HASI celebrado en diciembre de 1987 suprimió el cargo de secretario general (lo que significaba el cese de Ziluaga y su salida de la Mesa Nacional de HB) y cesó a varios de sus más estrechos colaboradores. Unos meses más tarde, Ziluaga, su esposa y otros colaboradores eran expulsados del partido; el resto de sus partidarios, más de un centenar, se dieron de baja en HASI, aunque todos continuaron militando en HB.
Como resultado del enfrentamiento, HASI perdió importancia dentro de Herri Batasuna, y esta se configuró más como un partido político (cosa que ya era legalmente desde su inscripción en el registro de partidos en 1986). Un nuevo congreso de HASI celebrado a finales de 1988 ya sin el sector purgado, formuló diversas acusaciones contra Ziluaga y los suyos: interpretación desviada de la relación con ETA, considerar a ETA como un mero aparato militar, intentar sustituir a ETA en la dirección de KAS, trabajo fraccional, sectarismo e intentar copar el poder en HB. A partir de allí, el partido quedaría mermado en su militancia y limitado en su capacidad de actuación, hasta el punto de que se disolvería a principios de 1992.

## Ostracismo y reaparición
La animadversión de Josu «Ternera» conllevó que Ziluaga fuera apartado de la política activa a pesar de seguir siendo militante de Herri Batasuna. Tras años de ser un «liberado» remunerado por el partido, el veterano activista tuvo que cobrar la prestación de desempleo. Durante unos años, Ziluaga se apartó de la política vasca estableciéndose en Nicaragua, gracias a los contactos que su esposa mantenía con el Frente Sandinista, entonces en el poder. Su conocimiento de la Revolución Sandinista y el hecho de disponer de más tiempo libre le permitieron cursar un doctorado cuya tesis versó sobre esa materia. Este orillamiento político se prolongaría durante toda una década, si bien no impediría que el veterano político siguiera haciendo comentarios públicos. Uno de ellos le costó una condena de dos meses de arresto por decir, en referencia a los jueces, que «a todo cerdo le llega su sanmartín».
Txomin Ziluaga reapareció con ocasión de la tregua de ETA de 1998 tras el pacto de Estella, apoyando las candidaturas de la izquierda abertzale al frente de un denominado «colectivo Santi Brouard», formado por los antiguos militantes de HASI purgados en 1988. A diferencia de otros antiguos dirigentes de Herri Batasuna, pese a haber sido apartado de las tareas dirigentes de esta formación, continuó siéndole fiel, así como lo fue más tarde a los partidos que continuaron su línea política —Batasuna y Sortu— y a las diversas candidaturas que el movimiento político impulsó, como Amaiur.

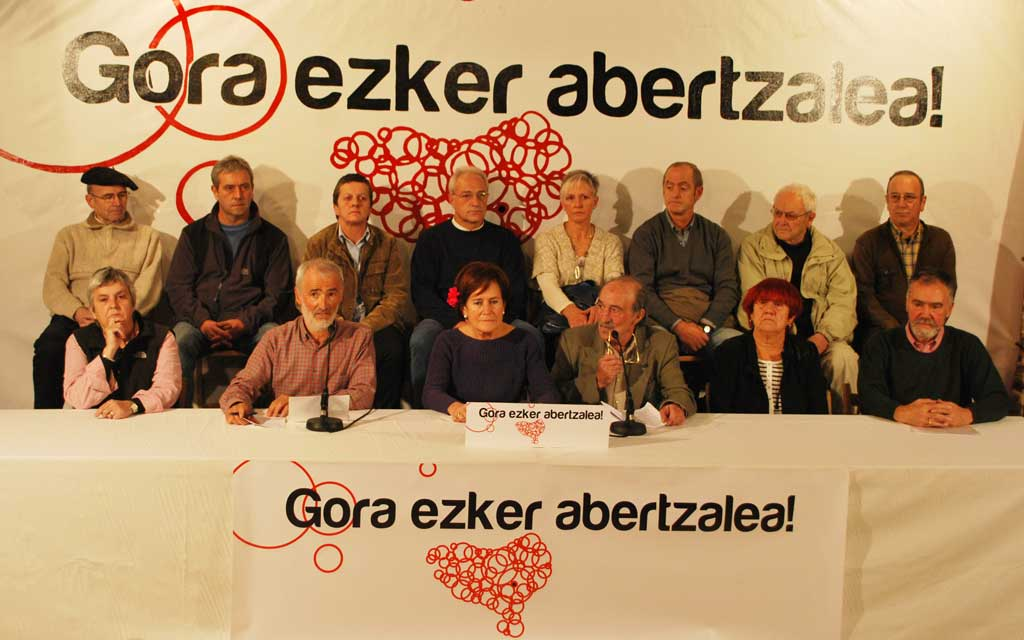
Ziluaga (delante, tercero por la derecha) y otros antiguos participantes en la Mesa de Alsasua adscritos al MLNV en un acto conmemorativo celebrado en 2010.

La ilegalización de Batasuna en 2003 y la consiguiente pérdida de una organización legal que diera cobertura al movimiento político propició que Ziluaga y otros veteranos dirigentes fueran rescatados para realizar legalmente ciertas convocatorias. Al margen de las labores de dirigencia política, Ziluaga hizo también apariciones públicas esporádicas, como la participación el 26 de abril de 2008 en un acto celebrado en Durango en conmemoración del trigésimo aniversario de la fundación de Herri Batasuna, un homenaje a Santiago Brouard y Josu Muguruza celebrado el 5 de junio de 2009 en Bilbao o un mensaje político emitido por antiguos participantes en la Mesa de Alsasua el 29 de octubre de 2010, a los 33 años de su inicio.
En 2001, el veterano político obtuvo por oposición una plaza de profesor en la Universidad Nacional de Educación a Distancia, donde impartió clases hasta 2010. Falleció el 24 de octubre de 2012 a consecuencia de las graves lesiones ocasionadas por una caída sufrida dos días antes.

## Homenaje póstumo
El 16 de diciembre de 2012, militantes de Sortu y de la denominada izquierda abertzale rindieron un homenaje a Txomin Ziluaga en el paraninfo de la Universidad del País Vasco en Bilbao. Entre otros, participó el que fuera portavoz de Batasuna Arnaldo Otegi, quien envió una carta desde la prisión de Logroño en la que cumplía condena. Otegi puso a Ziluaga como ejemplo de militante comunista y abertzale (patriota, en euskera), afirmando también que jamás le oyó «explicitar sus críticas en público si con ello podía dañar a la izquierda abertzale» y que «no fue perfecto». La carta fue leída por Periko Solabarria, compañero de Ziluaga en Herri Batasuna durante años. Las palabras de Otegi tienen gran significado, ya que él militaba en ETA cuando esta organización decidió que Ziluaga y sus compañeros fueran purgados dentro de HASI.